# La Tremblade

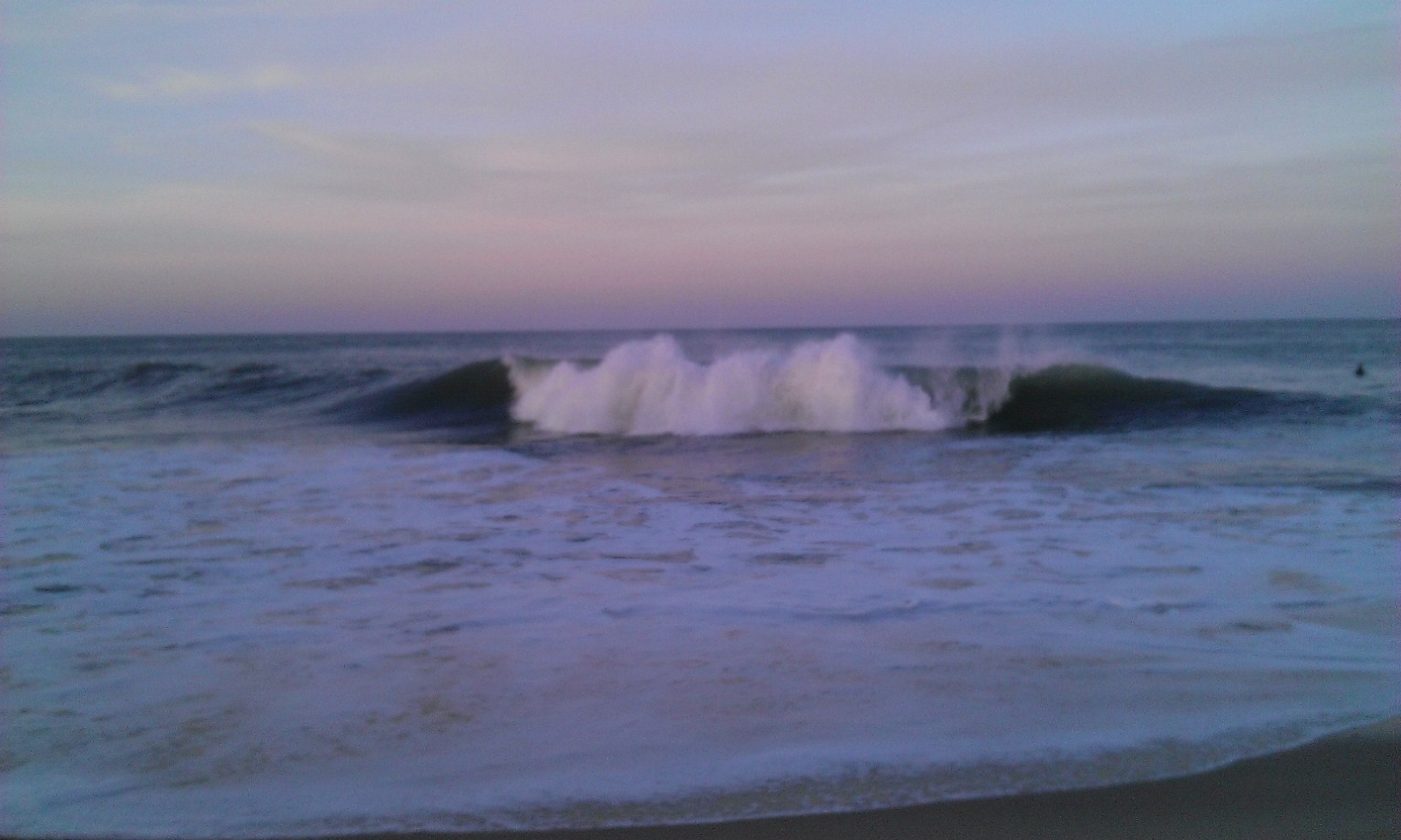
Les vagues au large du phare de la Coubre

La Tremblade é uma comuna francesa localizada no departamento de Charente-Maritime na região administrativa da Nova Aquitânia, no sudoeste da França.